# Wilhelm von Poitiers (Prinz)
Wilhelm von Poitiers (französ.: Guillaume de Poitiers, engl.: William of Poitiers; * 17. August 1153 wohl in Angers; † Juni 1156 in Berkshire) war ein Prinz der anglo-angevinischen Herrscherdynastie Plantagenet.

## Leben

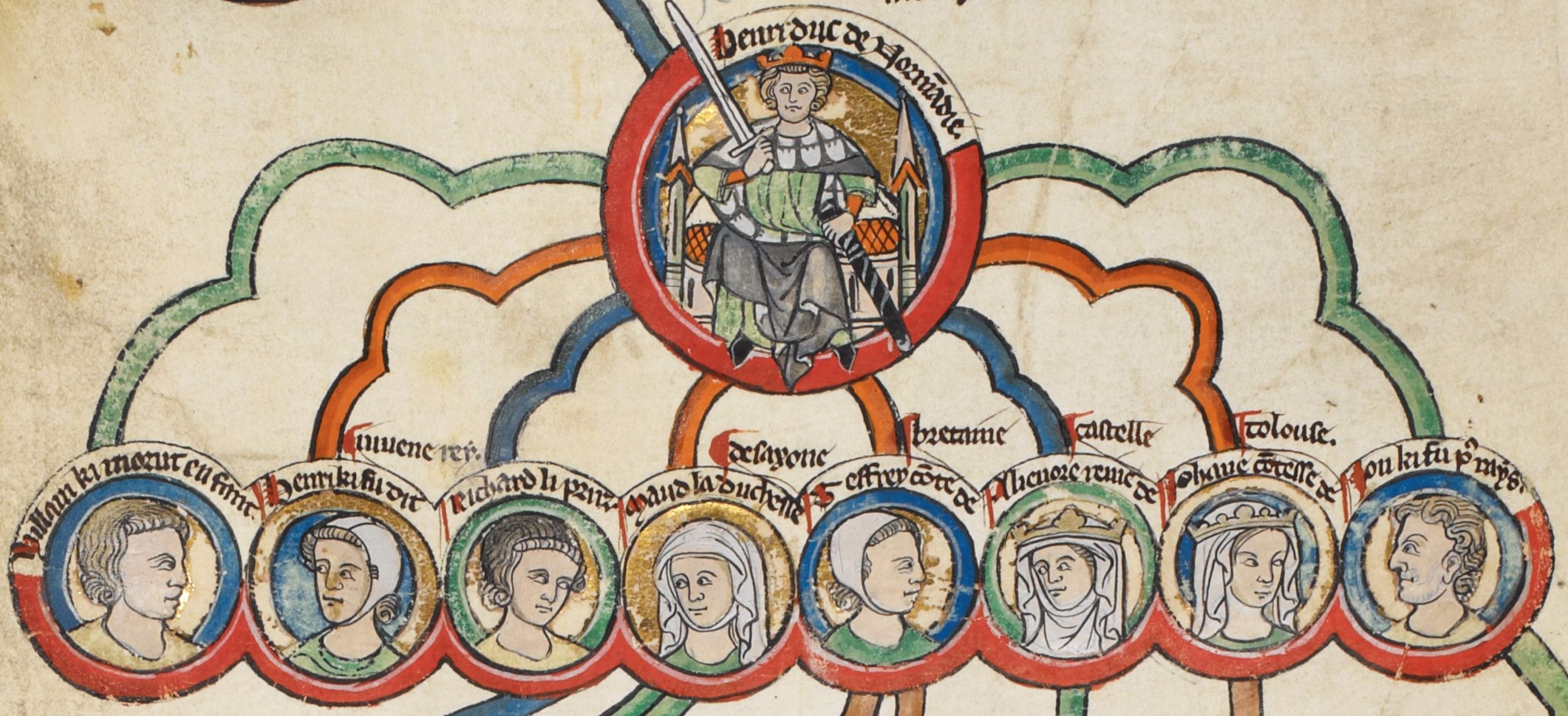
König Heinrich II. von England und seine Kinder. Links außen, Wilhelm. Darstellung aus dem 13. Jahrhundert.

Als ältester Sohn (primogenitus) des Königs Heinrich II. von England und der Eleonore von Aquitanien war er der designierte Erbe des englischen Throns und des weit umfassenden Territorialkonglomerats seiner Familie in Frankreich (siehe: Angevinisches Reich). Sein Geburtsort wird nirgends explizit genannt, allerdings wird er in Angers vermutet, wo Eleonore kurz nach seiner Geburt in Abwesenheit ihres Mannes einen Hoftag abhielt. Dabei bewilligte sie unter anderem „für den Erfolg ihres Mannes Heinrich [in England]“ und „das Wohlbefinden ihres Sohnes Wilhelm“ eine Petition des Abtes von La Trinité-de-Vendôme, was Wilhelms erste urkundliche Erwähnung darstellt. Besonders in der jüngeren Geschichtsliteratur wird Wilhelm fälschlich auch als „Graf von Poitiers“ bezeichnet, tatsächlich war er aufgrund seines Kindesalters nie mit dieser Grafschaft belehnt worden. Bezüglich seiner Namensgebung merkte Robert von Torigni allerdings an, dass der Name Wilhelm „beinahe das Attribut der Grafen von Poitou und der Herzöge von Aquitanien ist“.
Im April 1155 ließ Heinrich II. seine englischen Vasallen in Wallingford auf seinen Sohn schwören, um so dessen Nachfolge sicherzustellen. Allerdings starb Wilhelm bereits im Frühjahr 1156 im dritten Lebensjahr und wurde in der Abtei von Reading bestattet.
Nächster Haupterbe wurde der im Februar 1155 geborene Heinrich „der junge König“, der 1170 auch zum König von England gekrönt wurde.